# 砥鹿神社
34°50′52″N 137°25′16″E / 34.847664°N 137.421217°E
砥鹿神社（日语：／ Toga-jinja */?）是一座位於日本愛知縣豐川市的神社，分為里宮和奧宮，社格是式內小社、三河國一宮、國幣小社和別表神社，主祭神是大己貴命，里宮和奧宮的神宮寺分別是曹洞宗佛寺松源院和常昌院，氏子數目在1933年8月時是三河國13萬戶，2019年有約47萬人次到訪，在愛知縣的歷史文化類景點中排第25位，而在神社中次於田縣神社、大縣神社、尾張大國靈神社、津島神社、真清田神社和熱田神宮，排第7位，在豐川市內景點中則僅次於豐川稻荷，排第2位。社藏「田峯的銅鐸」在1975年6月15日獲指定為愛知縣指定文化財，境內的「砥鹿神社的櫸樹」和「砥鹿神社奧宮的社叢」在1972年6月7日獲指定為愛知縣天然紀念物，社藏「砥鹿神社的和鞍」和境內的「砥鹿神社西參道石鳥居」分別在1988年3月28日和2013年1月21日獲指定為豐川市指定有形文化財，田遊祭、粥占祭和火舞祭則在1998年12月21日獲指定為豐川市指定無形民俗文化財。

## 歷史

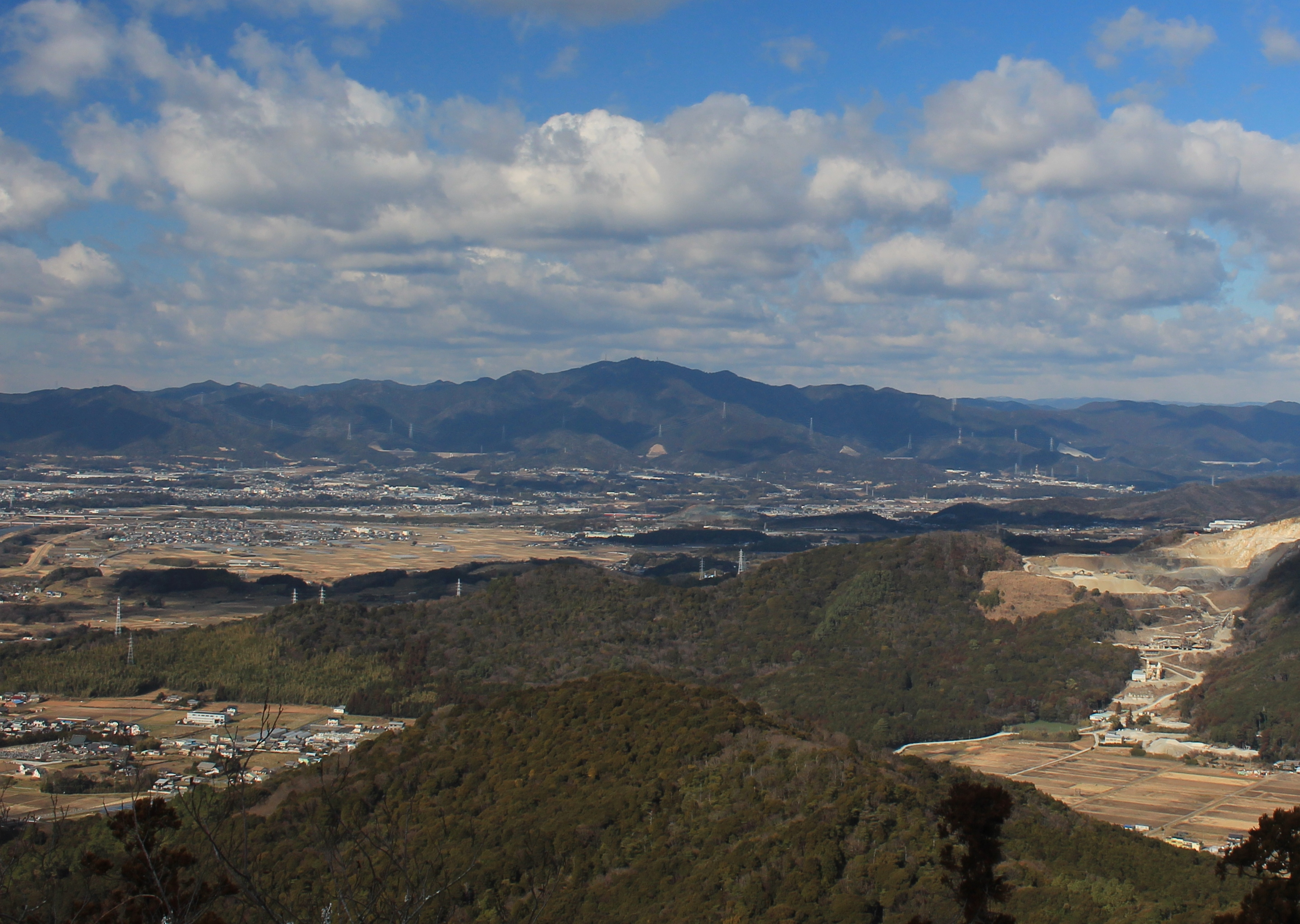
本宮山

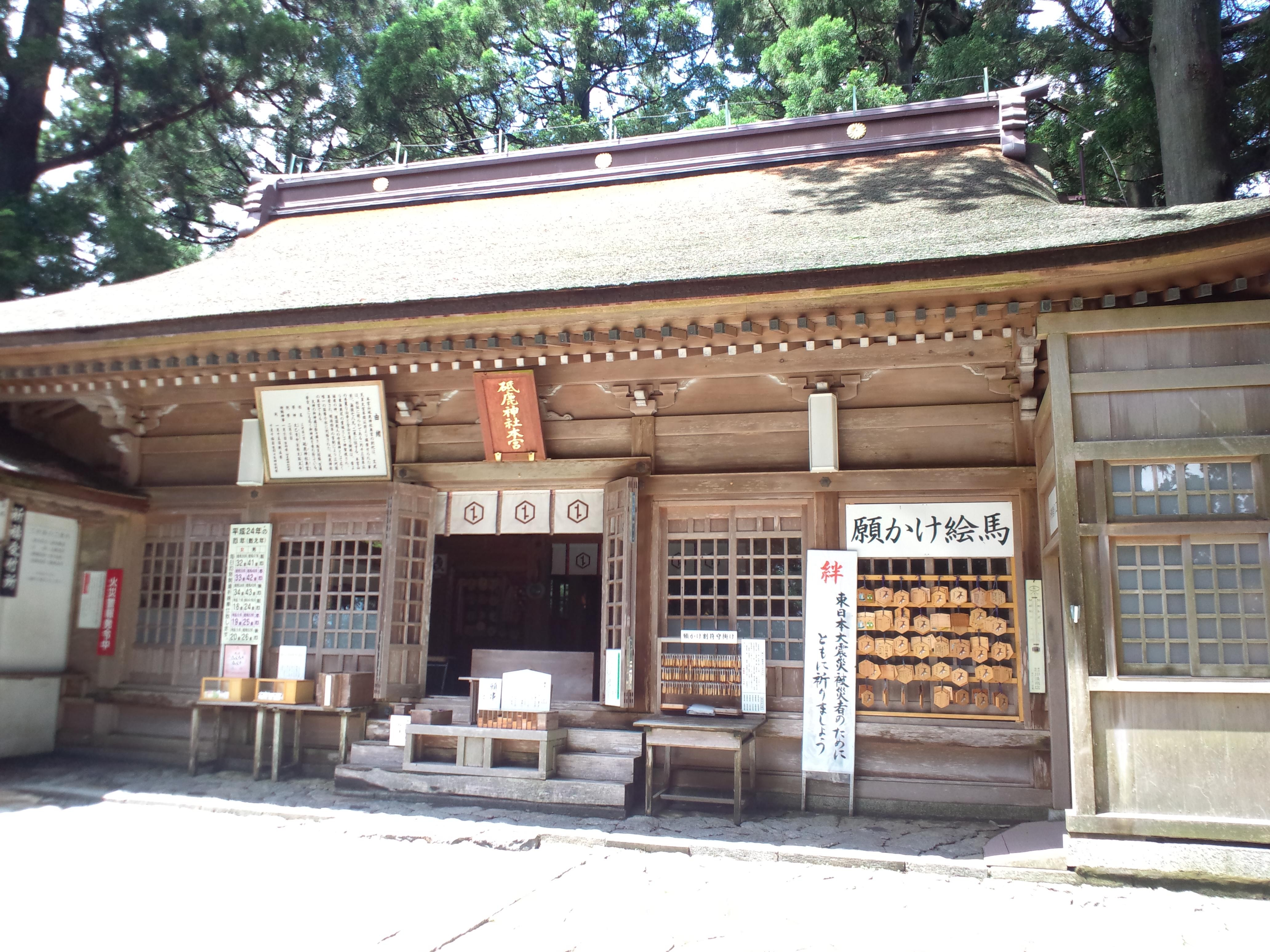
奧宮

根據《日本歷史地名大系》引述《三河雀》記載，煙嚴山的敕使公宣在大寶元年（701年）誤登此山時，童子忽然出現，告知他煙嚴山的所在之處，而童子出現的地方便是現在的奧宮。另一方面，《角川日本地名大辭典》指《三河國一宮砥鹿神社誌》引述成書於天正2年（1574年）的《三河國一宮砥鹿大菩薩御緣起》記載，文武天皇在大寶年間由於患病，為了迎接利修仙人（或稱勝岳仙人）便派遣敕使草鹿砥公宣前往煙嚴山，公宣卻誤進本茂山（本宮山），這時砥鹿神化身為老翁替其指路，其後根據敕願以本茂山的山麓作為神社的土地，並且讓衣服隨水漂流，然後在停下的地方興建了社殿。神社官方則指草鹿砥公宣先在三河的山中迷路，在得到老翁的指路下最終祈願成功，文武天皇的病也痊癒，對此文武天皇為了向老翁致謝，特意再派公宣前往當地，公宣在本茂山與老翁相見，並且依從其所望讓神社鎮座於山麓，那時候老翁將衣袖扔進寶川，公宣追趕至山下，將流至山麓東南面的衣袖拿起，並且架起七層神棚以及圍起七層的注連繩來進行祭祀。大寶年間，根據神諭在村里興建社殿後，本宮山上的部分稱為奧宮，在村里的部分則稱為里宮，為一座結合了山岳信仰和川神信仰，與修驗道和神佛習合也有密切關係的神社，而根據室町時代的《足助八幡宮緣起》記載，推測神社與足助八幡宮、猿投神社均受到熊野信仰的影響。另一方面，根據社傳記載，世代擔任神社神主的草鹿砥氏是穗別命的後裔，野本欽也則推測草鹿砥氏是與穗別命同族的日下部氏連的後裔，神社本身源於穗國造。其後在永正13年11月16日（1516年12月9日），根據《宮島傳記》記載，依據牧野田三的祈願，神社本社上樑，同時以其子出任神職，即《三河國一宮砥鹿大菩薩御緣起》中提到的草鹿斗（砥）延光。
根據《日本文德天皇實錄》記載，神社在嘉祥3年7月1日（850年8月11日）獲授予從五位下的神階，仁壽元年10月7日（851年11月3日）升至從五位上，根據《日本三代實錄》記載，在貞觀6年2月19日（864年3月30日）升至正五位下，貞觀12年8月28日（870年9月27日）再升至正五位上，貞観18年6月8日（876年7月2日）升至從四位上，自從五位上開始直至從四位上為止，均與知立神社同時升階。在《延喜式神名帳》中，神社是式內小社。此外，根據《神社覈錄》記載，神社在文政10年6月20日（1827年7月13日）獲授予正一位。
慶長7年6月16日（1602年8月3日），神社獲德川家康授予100石作為社領，翌年8月26日（1603年10月1日）奧宮則獲授予20石。根據《砥鹿神社誌》引述貞享3年的《本宮山一宮緣起》記載，當時奧宮有兩座末社，一宮（里宮）則有11座，從六位下神主一名、無位禰宜十名以及內人十二名。神社在江戶時代也受到歷代三河吉田藩主的信奉，每年例祭均派人前往參拜，在臨時祈願時也曾經親自前往參拜。明治4年5月14日（1871年7月1日），根據太政官布告第二百三十五號「官社以下定額及神官職員規則等」，神社成為國幣小社，現在是神社本廳的別表神社。

## 祭神和建築
- 三河惠比壽社
- 客殿
- 社務所
- 太鼓樓

### 祭神
神社的主祭神是大己貴命，保祐交通安全、家業興旺以及消災解難，根據《但馬續風土記》記載，大己貴命在開拓國土以及巡遊各地後，從原本所在的但馬國朝來郡赤淵宮前往三河，根據社傳記載，大己貴命其後停留在「本茂山」，而有了神靈永遠待在此山的的說法，稱為「止所（とが，與砥鹿的日語讀音同音）之地」。位於神社內苑的攝社是三河惠比壽社，祭神分別是事代主命和建御名方命，保祐生意興隆和家業興旺，奉納提燈的話，可以參加每月七日舉行的月次祭。末社則是八幡宮和守見殿神社，祭神分別是譽田別命、天兒屋根命，以及大己貴命的和魂、迦久神和倉稻魂神。位於神社外苑的末社有八束穗神社和荒羽羽氣神社，祭神分別是天穗日命和大己貴命的荒魂，其中八束穗神社在每年2月7日舉行火舞祭，5月4日舉行神幸祭時則是御旅所。另外，境內一宮區尚有秋葉神社和護國神社，祭神分別是火之迦具土大神以及寶飯郡一宮町出身的戰死者，境外末社則是津守神社和饌川水神社，祭神分別是田裳見宿禰和罔象女命，兩座神社均在每年10月第二個星期天於里宮舉行秋祭前舉行例祭，兒童御輿也會巡遊至此。

### 神社建築
- 西參道
- 西參道大鳥居
- 西鳥居
- 細石

神社佔地約90公頃，邊界長4,658米，分為表參道和西參道，表參道方面有表神門、原本在表神門，於伊勢灣颱風吹襲後在其以南30米處重建的表鳥居、客殿、1959年興建的社務所和太鼓樓等等，其中社務所原址本來有一直徑3.6米，高1.2米左右的經塚，在1942年時曾經進行考古調查，出土了經筒外容器一個、龜甲地雙雀鏡一塊、土師質小碟十二個和刀子兩把，其中經筒外容器出自猿投窯，推測製作於平安時代後期。另一方面，西參道則有在天保13年（1842年）由岡崎藩勘定奉行長尾興達原本在寶飯郡市田村（現豐川市諏訪西町）興建的大鳥居，大鳥居在豐川空襲受到波及，其後於1951年遷移至現在的國道151號線旁邊。此外，尚有西鳥居、西神門和弓道場等等，境內也有以高2.6米，寬3.4米，日本最大的細石為首的各種神石。

## 祭事
神社的主要祭事有例祭、田遊祭、寶印祭、弓始祭、粥占祭和火舞祭等等。首先，例祭在每年5月4日舉行，連同前一天和後一天舉行的各種祭事，合稱為例大祭，5月3日早上神社的青年在伊勢音頭的節拍下進行升旗，境內各種路邊攤開始營業，接著在上午十時，以池坊豐橋分部為中心舉行獻花，並且在臨時加設的小屋舉行插花展，十一時則是神御衣奉獻祭，獻上從田原市的神宮神御衣御料所而來的一匹絹，下午三時是宵宮祭，旨在祈求例祭能夠順利舉行，下午四時是流鏑馬試騎式，由小學一年級生至中學三年級生各騎一匹馬，穿上帶有家紋的黑紋服、橫條紋的袴、分趾鞋襪和草履，化上厚妝，頭戴烏帽子參與。5月4日當天早上八時，首先替參與流鏑馬的馬匹舉行祓，上午十時例祭開始，穿上衣冠的神職沿參道步向殿內，並且獻上祝詞，其後在下午二時舉行神幸祭，神職、流鏑馬參加者以及同行總共約一百人從本殿出發，由舞獅開路，眾人抬著神輿步向約兩百米外的御旅所八束穗神社。然後在下午四時舉行的流鏑馬式中，參加者改戴竹製的一文字笠，手持紅淡比製的弓、竹箭以及稱為「布引」的約五尺長的五色彩帶來進行策騎，在約二百米距離內來回五次。5月5日，全日舉行少年少女劍道大會以及東三河中學高校弓道大會，兩者各自均是三河最大型的奉納大會，下午一時和二時分別舉行學童祭和兒童之日祭，並且以後鎮祭作結。
其次，田遊祭在1月3日下午二時半舉行，為祈求豐收的祭事，於里宮庭園鋪上紅淡比葉當成是田地，總共有13名氏子參與，分別扮演代官、田主、巫女（各一名）和農民（十名），並且進行翻土、播種、插秧、除草和水稻收割等的儀式，其後由田主供奉鏡餅，並且獻上祝詞，再由巫女一邊搖鈴一邊按順時針方向圍住田地走三圈作結。其三，寶印祭在1月6日於奧宮末社守見殿神社舉行，當日首先在表參道六丁目字白山採集極育土，然後採伐寶川沿岸的樹苗來製成筷子，並且在攪拌的同時滴上元旦時的祭品日本酸橙的果汁，最後將製成的印泥用作書寫寶印。到了下午一時，先由宮司將紅淡比葉放在自己的額頭上來領受寶印，再授予祭員以及信眾，相傳能夠保祐平安無事，身體健康。其四，弓始祭在1月8日上午十時於里宮前庭舉行，在距離拜殿約10間（約18.18）處設靶，並且供奉長十厘米，厚1.5厘米的神饌紅白算木餅，同時在靶的中央畫上黑星，其上下寫「鬼」字，右上則是掛鯛，將靶當成是鬼，以紅淡比製成的黑木弓來放箭，期望能夠驅除這一年邪氣。其五，粥占祭在1月15日上午八時於奧宮舉行，古稱管粥祭，是一項通過煮粥來預測各種農作物收成和該年氣候的祭事，當天早上先以神水來煮四杯米份量的粥，然後在舊本殿遺址採集川竹，製成竹筒，分別代表27種農作物或海產，接著放進粥內攪拌，並且以芒穗把粥從竹筒裡戳出來，通過積聚在其中的粥的份量來判斷收成和氣候。最後，火舞祭是在2月7日下午六時於八束穗神社舉行，先是舉行神劍神事，然後是鑽火神事，在生火後把火種轉移至火炬，最後是火舞神事，由從氏子中選出巫女一邊手持火炬，一邊搖鈴來獻上火舞。
| 每月 | 月次祭（毎月1日） 三河惠比壽社月次祭（每月7日） 旬祭（每月11日和21日） 本宮講崇敬會月次祭（每月15日）                                                                                    |
| 1月  | 歲旦祭及氏子獻穀祭（1月1日） 元始祭和田遊祭（1月3日） 寶印祭（1月6日） 弓始祭（1月8日） 初惠比壽祭（1月10日） 粥占祭和火焚祭（1月15日）                                                  |
| 2月  | 節分祭（立春前一天） 例祭（2月6日） 火舞祭（2月7日） 祈年祭（2月21日） |
| 3月  | 崇敬會大祭（3月中旬的星期日） |
| 4月  | 本宮講春季大祭（4月第一個星期日） 昭和祭及植樹祭（4月29日） |
| 5月  | 例祭升旗、獻花祭、神御衣奉獻祭、宵宮祭和流鏑馬試騎式（5月3日） 流鏑馬祓、例祭、神幸祭和流鏑馬式（5月4日） 少年少女劍道大會、東三河中學高校弓道大會、學童祭、兒童之日祭和後鎮祭（5月5日） |
| 6月  | 茶業振興祈願祭及獻茶式（6月第二個星期日） 夏越大祓（6月30日） |
| 7月  | 交通安全大祭（7月中旬） 麥秋祭（7月27日） |
| 8月  | 七夕祭（8月7日） |
| 9月  | — |
| 10月 | 氏子秋祭、津守神社例祭和饌川水神社例祭（第二個星期日） 荒羽羽氣神社例祭（10月14日） 神嘗祭奉祝祭（10月17日） 本宮講秋季大祭（最後的一個星期日）                                          |
| 11月 | 七五三詣（整個11月） 惠比壽講大祭（11月20日） 新嘗祭（11月23日） |
| 12月 | 煤拂祭（12月26日） 年越大祓式及除夜祭（12月31日） |

## 外部連結
- . kotobank （日语）.
- 的Instagram帳戶
- YouTube上的頻道
- . 全國一之宮會.   [2021-09-22]. （原始内容存档于2020-10-26） （日语）.
- . 豐川市.   [2021-09-22]. （原始内容存档于2020-10-28） （日语）.
- YouTube上的
- YouTube上的
- YouTube上的